# Eine Malerarbeit

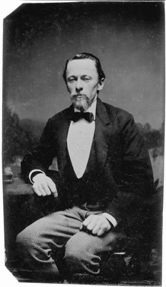
Theodor Storm in den 1860er Jahren

Eine Malerarbeit ist der Titel einer Novelle Theodor Storms, die im Juli 1867 während seiner Zeit als Landvogt und Amtsrichter in Husum abgeschlossen und in Westermanns Monatsheften veröffentlicht wurde.
Wie die meisten seiner Erzählungen ist sie in eine Rahmen- und Binnenhandlung untergliedert und erzählt von dem kleinwüchsigen Maler Edde Brunken.
In der Rezeption der Novelle spielen neben der Künstlerthematik auch psychologische Fragestellungen eine Rolle. Mit Themen wie Sublimierung und Triebverzicht weist das Werk auf die frühe Moderne voraus.

## Inhalt
Die Rahmenerzählung beginnt damit, dass der Hausarzt Arnold bei einer geselligen Runde von seiner Freundschaft mit dem kleinwüchsigen und buckligen Maler Brunken erzählt. Während des Gesprächs sagt er, man solle „sein Leben aus dem Holze schnitzen, das man hat.“ Die Binnenerzählung veranschaulicht diese Aussage.
Der Erzähler Arnold lernt Brunken während eines Treffens von Künstlern und Beamten kennen, wobei es zu einem Disput über den Passzwang für reisende Handwerker kommt. Der kleine Maler, der sich bisweilen echauffiert und dadurch eine Blöße gibt, empört sich darüber, dass Handwerker zu „verdächtige(n) Subjekten“ werden und unterschiedliche Polizeiämter aufsuchen müssen. Nachdem ein Regierungsassessor sich über diese Ansichten lustig macht und Brunken herablassend behandelt, fordert dieser ihn zum Duell. Der Maler wird dabei leicht verletzt, lässt sich bei Arnold behandeln und lernt im weiteren Verlauf dessen Cousine Gertrud kennen, die ihm bald darauf Modell sitzt.
Um ihn zu einer Landpartie einzuladen, besucht Arnold den Maler, der gerade an einem Bild arbeitet. Von der Staffelei aus blickt der kleine Mann abwechselnd in einen Spiegel und auf eine Statuette der Venus von Milo, die seitwärts steht. Es handele sich bei seiner Arbeit nicht um Kunst, sondern um die „nichtswürdige Abschrift der Natur.“ Wie Arnold erkennt, zeigt das Bild den Maler selbst „in Gestalt eines verkrüppelten Mannes“, der mit finsterem Blick eine Venusstatue betrachtet, die sich aus einem Rosengebüsch erhebt. In der Mitte des Bildes ist ein Liebespaar zu erkennen, das sich entfernt. Brunken bezeichnet sich als „kleine(s) borstige(s) Ungeheuer“, das „in seiner Art ebenso vollkommen“ sei wie das „Göttliche ohne Arme“.
Während des Ausflugs am nächsten Tag erzählt der zunächst gut gelaunte Brunken eine Geschichte, mit der er aufgewachsen sei und die er gründlicher verstehe als die „großen Menschenkinder.“ Er malt die Szenen des Märchens von einem Ungeheuer, das eine Prinzessin entführt, allerdings so weit aus, dass der Bezug zu Gertrud deutlich wird. Sie zieht sich zurück und gesteht Arnold, dass sie die Gefühle des „Bucklige(n)“ nicht erwidern könne. Brunken hört dies und ist tief verletzt.
Daraufhin lässt er sich in einer anderen Stadt nieder und bittet den Arzt, ihm seine Habseligkeiten nachzuschicken.
Etwa vier Jahre später besucht Arnold seinen Freund. Er ist überrascht, dass der Maler nun einen Pflegesohn namens Paul Werner hat. In dem einstöckigen Haus wohnen noch Brunkens Schwester Martha und deren schöne Tochter Maria.
Bald berichtet Brunken ausführlich von den Ereignissen der letzten Jahre:
Nach seiner Flucht rannte er „durch Korn und Dorn“, bis er eine Trinkgrube erreichte und überlegte, sich dort ins Wasser zu stürzen. Später erfuhr er, dass ein junger Mann nur einige Stunden zuvor versucht hatte, sich dort aus Verzweiflung zu ertränken, aber rechtzeitig aufgefischt worden war.
Wie sich herausstellte, wollte der junge Paul der Malerei nachgehen, wurde von seinem Vater, der dies für brotlose Kunst und „dumme Kritzelei“ hielt, aber nicht gefördert, sondern drangsaliert. Brunken erkannte die große malerische Begabung des jungen Mannes und setzte sich für ihn ein. Er überzeugte den anfangs resignierenden Paul sowie dessen Vater, dass man mit guter Malerei durchaus Geld verdienen kann. Man solle „sein Leben aus dem Holze schnitzen, das man hat.“
Brunken führt den Erzähler in seine Werkstatt, um ihm die „Illustration“ seiner Geschichte zu zeigen. Ein kleines Bild erinnert an die vor vier Jahren gemalte „bittere Karikatur seines eigenen Lebens“, wirkt nun aber heiter. Der Maler sitzt bequem auf einer Bank und schaut dem Spiel der Insekten in den Lüften zu, während das Liebespaar vor der Statue verweilt.
So gelangt Brunken schließlich zu einer Art Familienglück, indem er mit seiner Schwester und den jungen Leuten zusammenlebt. Er stellt seine eigenen Bedürfnisse zurück und unterstützt den jungen Maler.

## Hintergrund

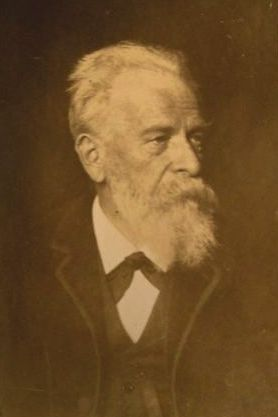
Hermann Schnee, um 1910

Im März 1867 begann Storm mit der Niederschrift der Novelle und konnte sie bereits im Juli desselben Jahres vollenden. Der Erstdruck erfolgte in Westermann’s illustrirten deutschen Monats-Heften.
Während seiner Zeit in Potsdam befreundete sich Storm mit dem zwölf Jahre älteren Richter Rudolf Hermann Schnee (1805 – 1864), der ihn während der Ausbildung unterstützte. Dessen Sohn Hermann wurde ein bedeutender Landschaftsmaler und besuchte Storm gelegentlich in Potsdam sowie später in Heiligenstadt. Bereits als Sechzehnjähriger zeichnete er das Grabmal Heinrich von Kleists und schenkte Storm das Werk. Er ging in die Figur des Paul Werner ein.
Der körperlich behinderte Maler Hans Nicolai Sunde fertigte 1857 in Heiligenstadt Porträts von Constanze und Theodor Storm an und war das Vorbild für Edde Brunken.
In seiner Novelle zentrierte Storm die Handlung erstmals deutlich um einzelne Kunstwerke. Auf diese Weise verlagerte er ein Motiv, das er bereits in früheren Werken wie Im Sonnenschein oder Im Schloß behandelt hatte. In den folgenden Erzählungen Viola  tricolor, Aquis submersus, Carsten Curator sowie in den eigentlichen Künstlernovellen Pole Poppenspäler und Psyche ging Storm auch der Frage nach, welche Bedeutung die Bilder für das Leben haben und wie dieses sich in ihnen widerspiegelt.
Eine Malerarbeit gilt als Neuansatz nach einer Schaffenskrise Storms und weist mit Themen wie Triebverzicht und Sublimierung auf die frühe Moderne voraus.

## Interpretationsansätze
Die Novelle wurde vielfach psychologisch gedeutet. 
Interpreten wie Franz Stuckert und Peter Goldammer maßen ihr eine besondere Bedeutung zu, da sie für Storm eine vergleichbare selbsttherapeutische Funktion gehabt habe wie die Bilder für Edde Brunken, der sich zu Beginn in einer Lebens- und Künstlerkrise befindet.
Am Anfang der Erzählung zeigt sich laut Rita Morrien das seelische Ungleichgewicht des Malers: Er leidet an seinem Erscheinungsbild, das ihm körperliche Liebe unmöglich macht. Das als leicht erkennbares Liebesgeständnis ausgemalte Märchen deutet auf psychische Probleme Brunkens. Das Ungeheuer wirbt um die entführte Prinzessin, verbreitet aber nur Angst und verweist auf eine Dissoziation: Es spürt den „edlen Klang der Stimme, die eigentlich sein eigen war“, kann die „abschreckende Hülle“ aber nicht abwerfen. Im Verlauf der Erzählung wandelt sich der Maler, indem er sich für ein anderes Schicksal interessiert und den begabten Paul Werner fördert. Das später gemalte Bild macht Brunkens erfolgreiche Selbstfindung deutlich.
Dass es sich um eine moderne Problematik handelt, zeigt der Vergleich mit einer Figur aus Theodor Fontanes Roman Effi Briest. Anders als bei dem „verwachsenen“ Alonzo Gieshübler, der den Liebesmangel durch Kunst und Kultur kompensieren kann, sind die Schwierigkeiten Brunkens existenzieller Natur und gehen damit über das System des Realismus hinaus. Storm schildert die Probleme der Sexualität und Sublimierung in einer Weise, die für die frühe Moderne charakteristisch ist. Ein Beispiel dafür ist Thomas Manns Novelle Der kleine Herr Friedemann.
Günter Blamberger interpretiert den Moment, in dem Brunken bereit ist, sich nach der Zurückweisung durch Gertrud umzubringen. Das nächtliche „Katharsiserlebnis“ führe dazu, die „realen Triebwünsche“ aufzugeben. Nach Auffassung Regina Fasolds kann dieser Verzicht nicht als Sublimation gedeutet werden. Der Maler erlebe den „Rückzug der Libido“ auf das Ich als seine „Wiedergeburt“, erreiche damit „die erhoffte Ichstabilität“ und könne die Anforderungen der Realität bewältigen. Das Niveau seiner Kunst würde sich allerdings nicht verändern: Die Bilder spiegeln lediglich den menschlichen Reifeprozess wider, während Brunken selbst Dilettant bleibt. Die Novelle schildere nicht die Entwicklung eines Künstlers, sondern eher die Lebenskunst des kleinwüchsigen Malers.